# Max C
Max C, auch Max'C (* 17. Juni 1975 in Louisville (Kentucky) als Charles Edward Salter) ist ein US-amerikanischer Sänger, Songwriter und Tänzer.

## Karriere
Sein Vater ist ein Enthusiast des Blues und Jazz, während seine Mutter und Geschwister Gospel-Sänger sind.
Seine erste Single veröffentlichte er 2002 unter seinem Pseudonym Max'C, bei der er als Gastsänger bei Bomfunk MC's mitwirkte. Sie trägt den Namen Live Your Life und konnte in Deutschland bis auf Platz 67 vorrücken. 2005 veröffentlichte er sein erstes Album Passin' Time. 2007 erreichte er mit der Single I Found You die Charts in den Niederlanden, Belgien, Finnland, Spanien und vielen anderen Ländern. Bei diesem Song arbeitete er mit dem schwedischen DJ Axwell zusammen. 2012 nahm er mit Timati, Timbaland, Grooya und La La Land die Single Not All About The Money auf, durch den er schließlich seinen weltweiten Durchbruch hatte. Der Song erreichte etliche Charts, darunter Platz 29 in Deutschland, 32 in Österreich und Rang 7 in der Schweiz. Zudem tritt er oftmals nur als Sänger und Songwriter in Erscheinung und wird nicht als Künstler genannt.

## Diskografie

### Alben
- 2005: Passin' Tyme

### Singles
- 2002: Live Your Life (mit Bomfunk MC's)
- 2004: Crazy (mit Dallas Superstars)
- 2004: Caroline
- 2007: I Found U (mit Axwell)
- 2008: Chains Of Love (mit Provenzano)
- 2008: Ride (mit Roberto Rodriguez)
- 2008: A Feeling (mit Connected)
- 2008: Ulysse (mit Chris Kaeser)
- 2009: Disco Nuff (mit Nari & Milani)
- 2009: Let It Rain (mit Nari & Milani & Cristian Marchi)
- 2009: About This Love (mit Roberto Rodriguez)
- 2009: If You Want My Love (mit Soul Avengerz)
- 2010: Ride With Me (mit Roberto Rodriguez)
- 2010: Into The Light (mit Luca Cassani)
- 2010: You’re The One (mit Phil England)
- 2010: I Miss You (mit Brever & Bakchos)
- 2010: Into The Night (mit Carl Kennedy)
- 2010: Nothing Really Matters (mit K-System)
- 2010: Don’t Stop (mit Phonic Punk)
- 2011: In The Sunshine (mit Disfunktion)
- 2011: Free (mit Mikael Weermets & Audible)
- 2012: Put It On (mit Reza)
- 2012: Everyday’s A Party (mit Pat Farrell)
- 2012: Not All About the Money (mit Timati, Timbaland, La La Land & Grooya)
- 2014: Believe In Me (mit Alex Gaudino & Provenzano)